# 모리야스 하지메
모리야스 하지메(일본어: 森保 一, 1968년 8월 23일~)는 일본의 축구 선수 출신 축구 지도자로 선수 시절 미드필더로 활동했다. 선수 경력을 마감한 후 산프레체 히로시마를 거쳐 2018년부터 현재까지 일본 축구 국가대표팀의 감독으로 재직 중이며 나가누마 겐 다음으로 일본 대표팀 역사상 최장수 사령탑이자 역대 일본 A대표팀 사령탑 가운데 국제 경기 최다 출전 기록 보유자이다.

## 구단 경력
1987년 마쓰다(산프레체 히로시마) 입단을 통해 프로에 데뷔한 이래 교토 퍼플 상가로 임대 이적한 1998년을 제외하고는 2001년까지 한 팀에서만 뛰었으며 2002년부터 2003년까지 베갈타 센다이에서 활동하다가 은퇴할 때까지 공식전 434경기에서 48골을 기록하면서 히로시마의 1990-91 일본 사커 리그 2부 리그 준우승 및 1부 리그 승격, J리그 1994 준우승, 천황배 4회 준우승(1987, 1995, 1997, 1999) 등에 기여했다.

## 국가대표팀 경력
국가대표로서는 1992년에 데뷔를 하자마자 자국에서 열린 1992년 AFC 아시안컵에서 팀의 우승을 맛보았고 1994년 FIFA 월드컵 아시아 지역 예선에도 출전했지만 이라크와의 최종 예선 마지막 경기에서 2-2로 비기면서 눈앞까지 다다랐던 개인 첫 월드컵 출전이 좌절되는 아픔을 겪었으며 이후 1996년까지 국가대표팀에서 활동하다가 은퇴를 선언했고 4년동안 35경기에 출전해 1골을 기록했는데 이 1골은 1996년 2월 10일 호주와의 친선 경기에서 기록했지만 이후 대표팀 주전 경쟁에서 밀려나면서 소집이 되지는 못했다.

## 지도자 경력

### 산프레체 히로시마
선수 은퇴 후 2004년 친정팀인 산프레체 히로시마의 전력 강화팀 코치로 본격적인 지도자 커리어를 시작했고 같은 해에 JFA S급 코치 자격증을 취득했으며 그 뒤 2012년부터 2017년까지 히로시마의 감독으로 지내면서 J1리그 3회 우승(2012, 2013, 2015), 2013년 천황배 준우승, 2014년 J리그컵 준우승, 슈퍼컵 3회 우승(2013, 2014, 2016), 2015년 FIFA 클럽 월드컵 3위의 성적을 이끌었다.

### 일본 축구 국가대표팀
2005년 2월 당시 요시다 야스시 감독이 이끌던 일본 U-20 대표팀의 코치로 전격 부임하여 요시다 감독을 보좌하면서 2006년 AFC 청소년 축구 선수권 대회 준우승, 2007년 FIFA U-20 월드컵 16강 진출을 이뤄냈다.
그 후 2017년 시즌 중반 성적 부진으로 히로시마 감독직에서 물러난 뒤 같은 해 10월 일본 U-23 축구 국가대표팀의 사령탑으로 선임되었고 이후 이듬해인 2018년 4월 바히드 할릴호지치 감독이 일본 A대표팀 감독직에서 해임된 후 니시노 아키라 일본 축구 협회 기술위원장이 후임 감독으로 부임하면서 A대표팀의 코치로 니시노 감독을 보좌하여 2018년 FIFA 월드컵에서 일본의 8년만의 월드컵 16강 진출을 조력했다.
2018년 FIFA 월드컵이 끝난 후인 7월 26일 니시노 감독의 후임으로 일본 A대표팀의 감독으로 선임되면서 U-23 대표팀과 A대표팀 사령탑을 3년간 겸하여 맡았고 특히 일본 U-23 대표팀의 감독으로 2018년 아시안 게임에서 일본의 16년만의 아시안 게임 은메달이자 2010년 대회 금메달 이후 8년만의 아시안 게임 메달 획득을 이끌었고 3년 후 자국에서 열린 2020년 하계 올림픽에서는 2012년 대회 이후 9년만에 일본의 4강 진출을 이끌었지만 4강에서 스페인, 3·4위전에서 멕시코에 패하며 올림픽 메달 획득에는 아쉽게 실패했으며 일본 A대표팀의 감독으로 2019년 AFC 아시안컵과 2019년 EAFF E-1 풋볼 챔피언십 준우승의 성과를 이끌어냈다.

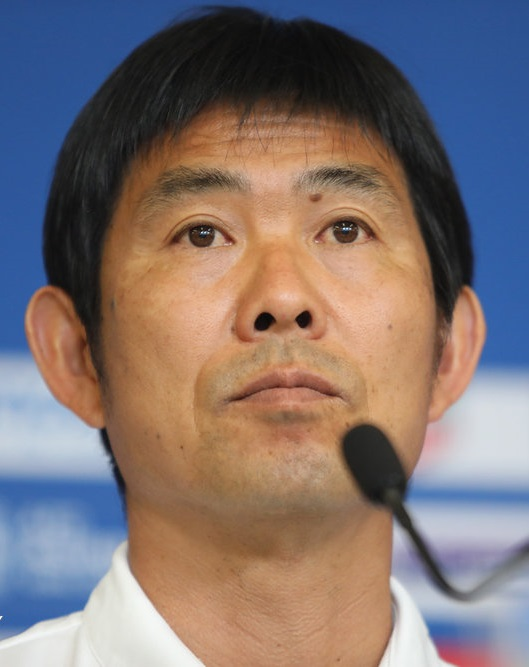
2019년 AFC 아시안컵 기자회견 당시 하지메

그리고 2020년 하계 올림픽이 종료된 이후 일본 U-23 대표팀 지휘봉을 가시마 앤틀러스의 전성기를 이끈 오이와 고 감독에게 넘긴 뒤 일본 A대표팀의 감독직으로 복귀하여 일본의 7회 연속 월드컵 본선 진출을 이끌었고 본선 E조 조별리그에서도 2014년 FIFA 월드컵 우승국이자 월드컵 4회 우승국 독일, 2010년 FIFA 월드컵 우승국이자 메이저 대회 3연패에 빛나는 스페인 등을 잡아내는 이변을 일으키며 통산 4번째 월드컵 16강 진출을 이끌었고 16강전에서도 전 대회 준우승국 크로아티아와 승부차기까지 가는 접전을 벌였지만 승부차기에서 상대팀 골키퍼 도미니크 리바코비치의 선방쇼에 무너지며 4번째 8강 진출 도전도 실패로 끝나고 말았다.
그 후 2023년 AFC 아시안컵 본선에서도 대표팀을 이끌었지만 팀은 이란과의 8강전에서 상대팀인 모하메드 모헤비와 알리레자 자한바흐시에 연속골을 얻어맞고 1-2로 역전패하며 2015년 대회 8강에서 아랍에미리트에 패한 이후 9년 만에 아시안컵 8강에서 탈락했다.

## 개인사
동생인 모리야스 히로시도 친형의 뒤를 이어 축구 선수로 활동했고 장남인 모리야스 쇼헤이, 차남인 모리야스 케이고도 아버지의 뒤를 이어 축구 선수로 활동하다가 장남인 쇼헤이는 현역에서 은퇴했으며 차남인 케이고도 2019년 이후 현재까지 소속팀이 없다.
다만 차남인 케이고는 2016년부터 2017년까지 호주 내셔널 프리미어리그 리그스 노던 뉴사우스웨일스의 에지워스 FC 소속으로 49경기 30골을 터뜨리며 2016 시즌 우승, 2017 시즌 준우승에 기여했다.

## 통산 기록
| 일본 | 일본 | 일본 |
| 연도 | 출전 | 득점 |
| ---- | ---- | ---- |
| 1992 | 7    | 0    |
| 1993 | 15   | 0    |
| 1994 | 4    | 0    |
| 1995 | 6    | 0    |
| 1996 | 3    | 1    |
| 통산 | 35   | 1    |

## 수상 내역

### 구단 (선수)
산프레체 히로시마
- 일본 사커 리그 : 준우승 (1990-91 2부), 3위 (1989-90 2부)
- J1리그 : 준우승 (1994)
- 천황배 : 준우승 (1987, 1995, 1996, 1999), 4강 (1993)

### 국가대표팀 (선수)
일본
- AFC 아시안컵 : 우승 (1992)

### 구단 (지도자)
산프레체 히로시마
- J1리그 : 우승 (2012, 2013, 2015)
- J리그컵 : 준우승 (2014)
- 천황배 : 준우승 (2013)
- FIFA 클럽 월드컵 : 3위 (2015)
- 일본 슈퍼컵 : 우승 (2013, 2014, 2016)

### 국가대표팀 (지도자)
일본
- AFC 아시안컵 : 준우승 (2019)
- EAFF E-1 풋볼 챔피언십 : 우승 (2022), 준우승 (2019)

 일본 U-20 (코치)
- AFC U-20 아시안컵 : 준우승 (2006)

 일본 U-23
- 아시안 게임 : 은메달 (2018)
- 하계 올림픽 : 4위 (2020)

### 개인
- J1리그 올해의 감독상 : 2012, 2013, 2015